# Polski Bank Handlowy
Polski Bank Handlowy (d. Bank Włościański, Bank Handlowy w Poznaniu) – bank działający w Poznaniu w latach 1872–1939.

## Historia
Został utworzony w 1872 jako Bank Włościański, którego jednym z założycieli był hrabia Jan Kanty Działyński. W 1917 spółka zmienia nazwę na Bank Handlowy w Poznaniu. Po nabyciu w 1921 Banku Kupiectwa Polskiego, bank przyjął nazwę Polskiego Banku Handlowego. W latach 1934 do 1939 trwała likwidacja banku.
Bank dysponował oddziałem w Gdańsku przy Große Wollwebergasse 27 (ob. ul. Tkacka) (1921-1925), jak i przy Hundegasse 119 (ul. Ogarna) (1921-1926).

## Siedziba
W 1912 zbudowano siedzibę banku przy pl. Wolności 8-9.

## Prezesi
- Ludwik Cichowicz 1920–1925
- Witold Celichowski 1926–1939[1]